# أمريكا المفتوحة 2014 (كرة مضرب)
بطولة أمريكا المفتوحة لكرة المضرب 2014 المقامة على الملاعب الصلبة الخارجية في نيويورك. وهي النسخة 134 من بطولة أمريكا المفتوحة للتنس رابع وآخر بطولات الجراند سلام هذا العام.
وأبرز الغائبيين عن البطولة كان حامل اللقب لنسخة 2013 لفردي الرجال رافاييل نادال بسبب إصابة في المعصم.

## الأبطال

### فردي الرجال
مارين سيليتش ضد  كي نيشيكوري، 6–3, 6–3, 6–3

### فردي السيدات
سيرينا ويليامز هزمت  كارولين فوزنياكي، 6–3, 6–3

### زوجي الرجال
بوب براين/  مايك براين ضد  مارسيل غرانوييرس/  مارك لوبيث، 6—4, 6—3

### زوجي السيدات
ايلينا فيسنينا/  ايكاترينا ماكاروفا ضد  مارتينا هينجيز/  فلافيا بينيتا، 2–6, 6–3, 6–2

### الزوجي المختلط
سانيا ميرزا/  برونو سواريز ضد  ابيجيل سبيرز/  سانتياغو غونزاليس، 6–1, 2–6, [11–9]